# 할랜드 앤드 울프
할랜드 앤드 울프 중공업은 본사가 북아일랜드 벨파스트에 위치한 영국의 중공업 회사이다. 조선 및 해양구조물 사업에 특화되어 있다.
이 중공업의 조선소는 화이트 스타 라인의 RMS 올림픽, RMS 타이타닉, HMS 브리태닉, 영국 해군의 HMS 벨파스트, 영국 메일 증기 포켓 회사의 안데스, 쇼, 셰빌 앤 아비옹 라인의 SS 사우턴 크로스, 유니언-캐슬 라인의 RMS 펜데니스 캐슬, 페니슐러 앤 오리엔탈 스팀 네비게이션의 SS 칸베라 등 다양한 여러 유명한 선박을 건조했다. 해럴드 앤 울프 중공업의 공식 역사서인 "조선의 역사"는 1986년도에 출간되었다.
2011년 기준, 해상풍력발전로 회사 분야를 확대했으며 현재 회사 업무의 75%가 해상 재생 가능 에너지를 기반으로 하고 있다.

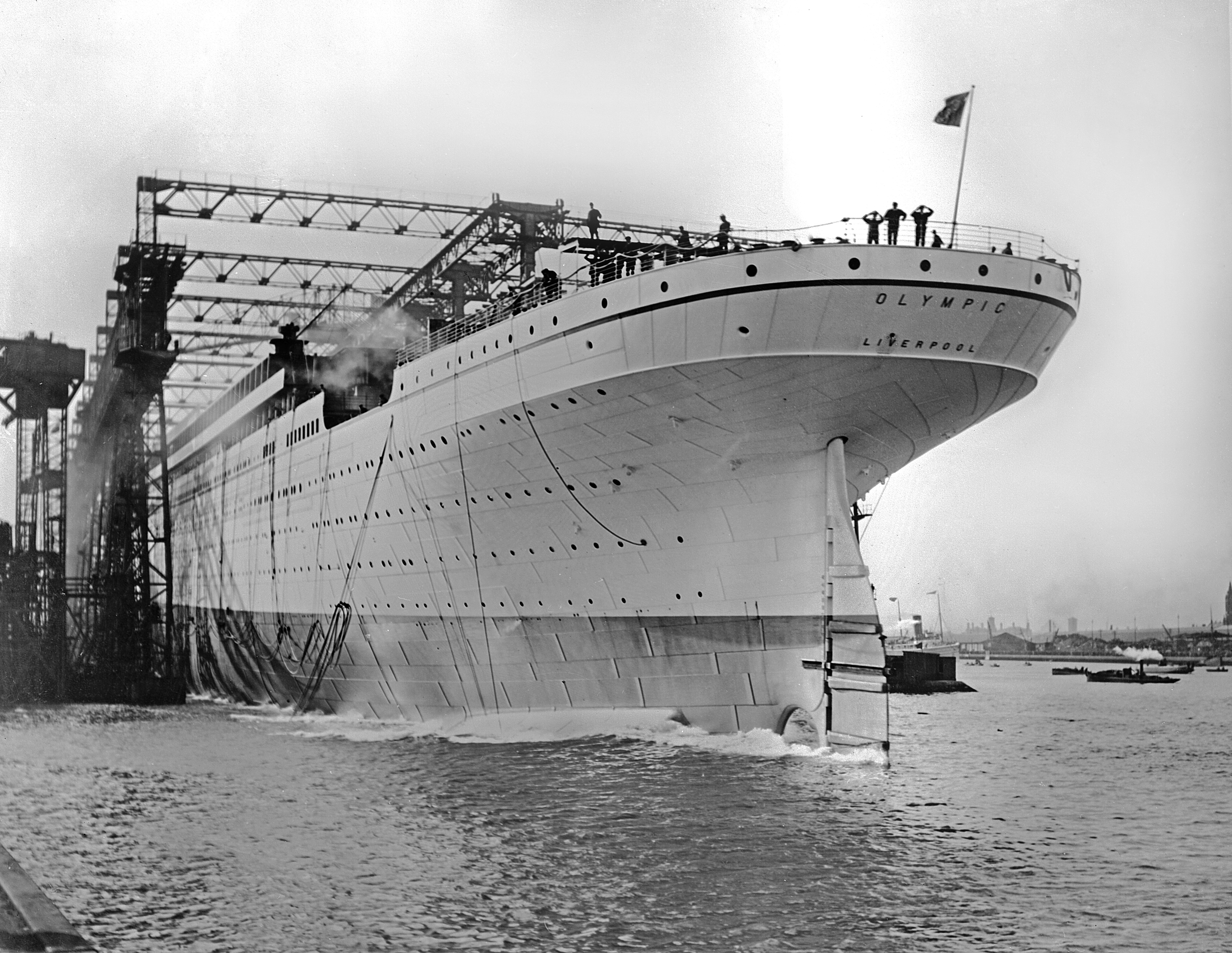
RMS 올림픽을 진수하는 모습.

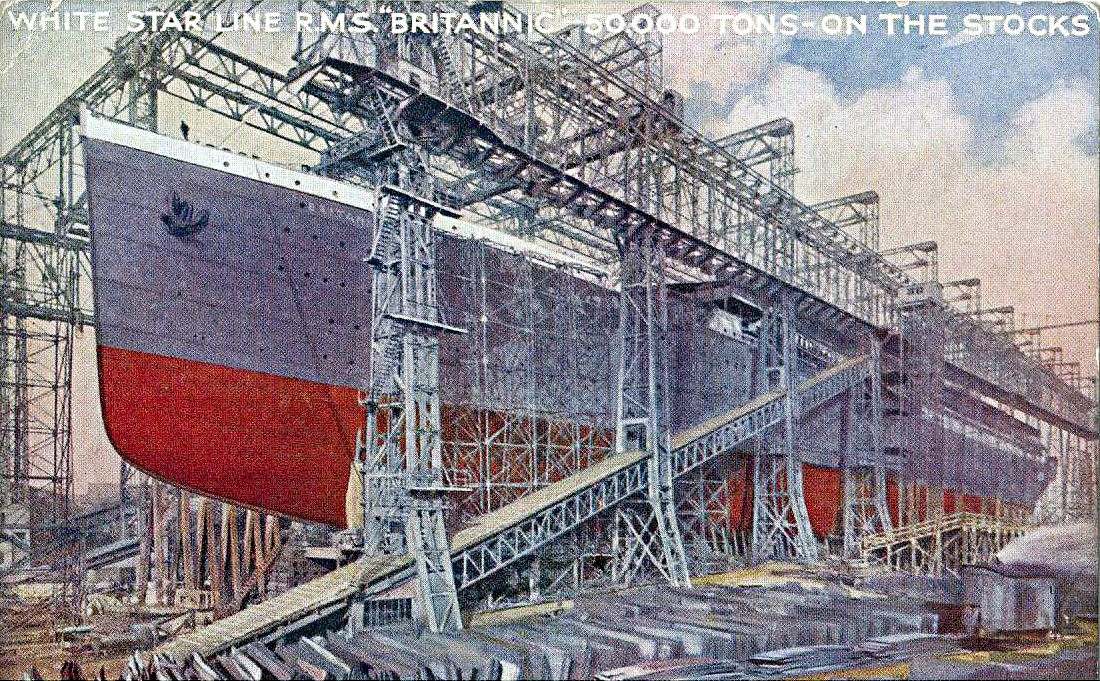
HMS 브리태닉을 진수하는 모습.

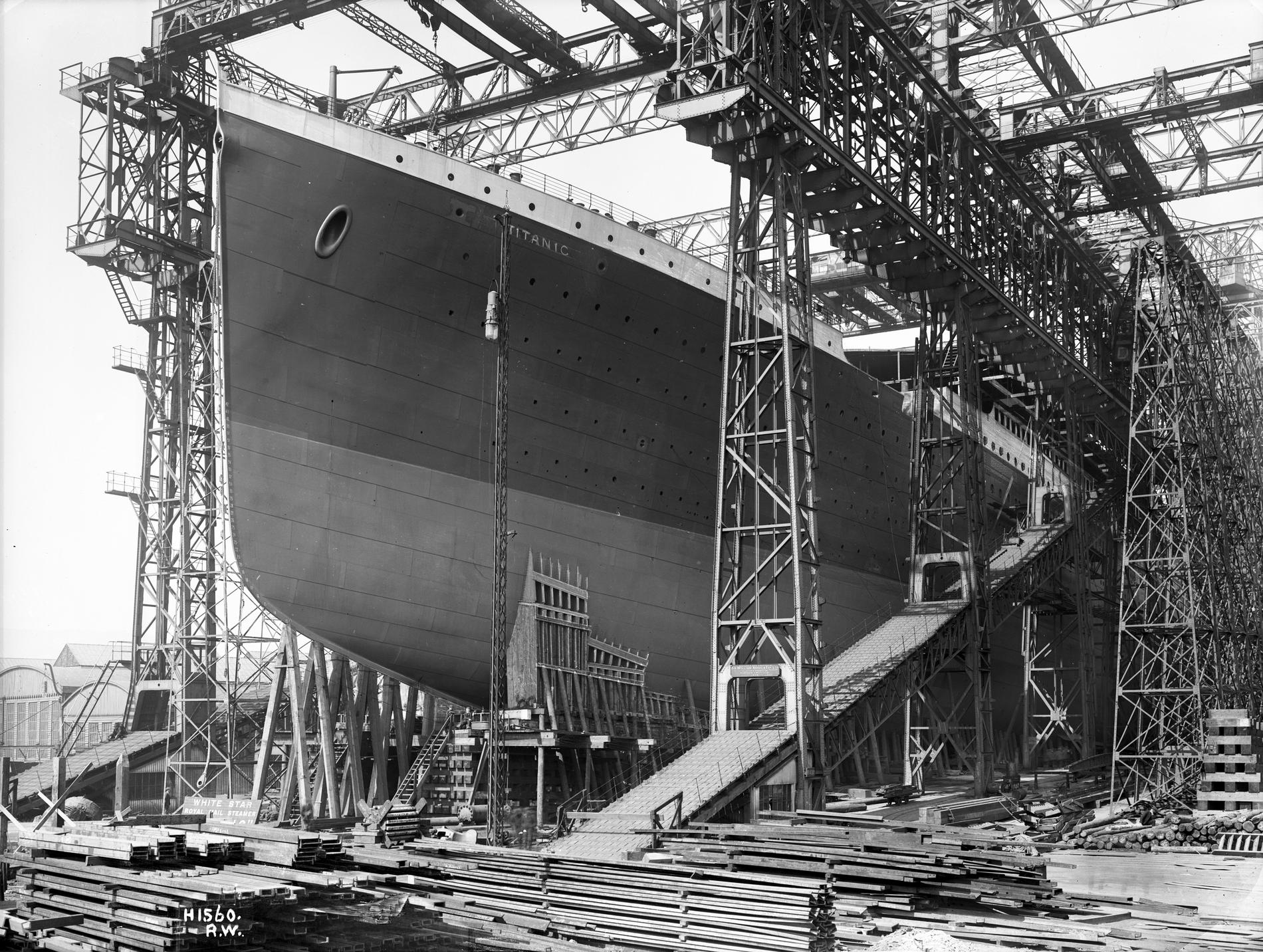
RMS 타이타닉을 진수하는 모습.